# Szent Cuthbert
Szent Cuthbert vagy Lindisfarne-i Szent Cuthbert (angolul: Saint Cuthbert vagy Cuthbert of Lindisfarne), (634 körül – Inner-Farne, 687. március 20.) egy angolszász szerzetes volt, majd lindisfarne-i püspök. A középkori Anglia egyik legfontosabb szentje. Northumbria védőszentje. Ünnepnapja március 20.

## Élete
634 körül született Anglia északkeleti részén, Northumbriában. Mivel édesanyja korán meghalt, mostohaanyja nevelte. 651-ben egy éjszaka, amikor ura juhait legeltette a Leader folyónál levő dombokon, az égen nagy fényességet és égbe szálló angyalokat látott, akik egy szent lelket vittek magukkal. Reggel értesült, hogy lindisfarne-i Szent Aidan püspök az éjszaka folyamán meghalt. Ekkor döntött úgy, hogy beáll szerzetesnek a Melrose kolostorba. Itt Szent Boisil oktatta, aki fiatal korában Aidan tanítványa volt Lindisfarne iskolájában.
Néhány évvel később a Alchfrith király Northumbria déli részén, Riponban földet ajándékozott Szent Eatának, Melrose akkori apátjának, hogy ott új kolostort alapítson. Eata magával vitte Cuthbertet is és rábízta a vendégek fogadását. Néhány évvel később Alchfrith király, akit erősen befolyásolt a röviddel azelőtt Rómából visszatért Szent Wilfrid, elűzte a kolostorból Eatát és szerzeteseit, és a kolostort Wilfridnek adta át.
Cuthbert Eatával együtt visszatért Melrose-ba, ahol Boisil halála után ő lett a prior. Amikor 664-ben, a whitbyi zsinat után Northumbria egyháza véglegesen átvette a római papság szokásait, és hagyományait, Eata lett lindisfarne-i Szent Kálmán  utódaként Lindisfarne apátja, Cuthbertet pedig maga mellé vette mint priort.
Cuthbert tizenkét éven át irányította Lindisfarne kolostorát, Szent Aidan és a kelta szerzetesek hagyományai szerint. Szigorúan aszkéta volt. Szerzeteseit mindvégig arra intette, hogy hűségesen kövessék a szentatya rendelkezéseit és az egyetemes Egyház hagyományait.
Melrose-ból kiindulva közreműködött a környező országok megtérítésében. Az ő idejében a Brit-szigeteken még nem voltak plébániák, templom is csak kevés. Hetekig vagy akár hónapokig is kellett gyalogolnia Cuthbertnek egy vagy két kísérőjével a vad vidéken át, miközben prédikált és kiszolgáltatta a szentségeket. Beda Venerabilis feljegyzéseiből tudjuk, hogy abban a korban a nép örömmel sereglett össze Isten igéjének hallgatására, ha megjelent körükben egy pap.
Cuthbert csodatévő hírében állt: a betegeket megkente szent olajjal, közülük sokan meggyógyultak. Még nagyobb volt hatalma a bűnösökön. Önként jöttek, hogy megvallják bűneiket olyan időben, amikor a gyónás a kolostorokon kívül még nem terjedt el általánosan. Személyes szentsége, szigorú, aszketikus élete, a szegények, betegek és bűnösök iránti irgalma és együttérzése megnyerte a népet a hit számára.
Lindisfarne-i priorságának első éveiben Anglia népei között folytatta lelkipásztori munkáját, miközben zarándokok és vezeklők érkeztek hozzá, akiket vonzott szentségének és csodatetteinek híre. Amint a kelta szerzetesek közül jó néhányan, Cuthbert is ellenállhatatlan hívást érzett a remete-élet iránt, és miután tizenkét évig volt a kolostor priorja, lemondott e tisztéről, és visszavonult egy Lindisfarne közelében levő kis szigetre, utána pedig a Farne-val szomszédos szigetek közül a legnagyobbra, Inner-Farne-ra. Itt Cuthbert imádkozóhelyet és cellát épített magának, amelyeket magas fallal vett körül; kutat is ásott. Később sikerült árpát ültetnie, amiből megsüthette kenyerét. Nyolc évet töltött el ezen a szigeten remeteként; csak alkalomszerűen vittek neki táplálékot a testvérek Lindisfarne-ból, de egyre több zarándok kereste fel, nem csupán Northumbriából, hanem egész Britanniából, akiket szentségének híre és a bűnösök iránti közismert irgalma vonzott hozzá.
685 húsvétján Szent Eata közbenjárásával elvállalta a lindisfarne-i püspökséget és egyben a kolostor apátságát is. Rövid püspöki életéről kevés feljegyzés maradt fenn. útjain. 686 karácsonya után visszatért Inner-Farne-ba.
687. március 20.-án halt meg.
Cuthbertet egy kőszarkofágban a lindisfarne-i templom oltára mellett temették el. Csakhamar szentként kezdték tisztelni: zarándokok áramlottak mindenfelől sírjához, amelynél a hagyomány szerint sok csoda történt. 698-ban felnyitották sírját, és a jelenlevők nagy ámulatára a teste még ép volt. A vikingek ismételt támadásai miatt a lindisfarne-i szerzetesek 883-ban Chester le Streetbe menekítették az ereklyéket, majd onnan Durhambe vitték, ahol székesegyházat emeltek ereklyéi számára.